# Jan Wibrandus de Vries
Jan Wibrandus de Vries  (Smilde, 22 januari 1891 - Den Haag, 3 juli 1978) was een Nederlands waterbouwkundig ingenieur. Hij was onder meer lid van de Deltacommissie en hoofdingenieur-directeur van de directie Benedenrivieren van Rijkswaterstaat. 

## Biografie
Hij was een zoon van Petrus de Vries en Jansje Mossel. Op 27 oktober 1916 huwde hij in Delft met Berta Hendrika van Osselen.
Na in 1915 te zijn afgestudeerd aan de Technische Hogeschool in Delft, was hij tot zijn pensionering in dienst van Rijkswaterstaat. Hij begon in Den Helder en werkte daarna aan de kanalisatie van de Maas, waarvan hij in 1932 de leiding overnam van C.W. Lely. Hij was vervolgens werkzaam bij de directie Benedenrivieren van Rijkswaterstaat, van 1942 tot 1956 als hoofdingenieur-directeur en enige jaren als hoofdingenieur-directeur van de directie Zeeland. 
Hij was sinds 1953 lid van de Deltacommissie en bij de oprichting van de Deltadienst in 1956 daar de hoofdingenieur-directeur, maar werd nog datzelfde jaar opgevolgd door P.Ph. Jansen. 

## Publicaties van ir. De Vries
- Het ontwerp voor de stuw in de Maas te Linne in: Schlingemann, F.L. (1921). Rapporten en mededeelingen van den Rijkswaterstaat: no. 18. Rijkswaterstaat.
- (22 augustus 1925). Bouw van de stuw te Belfelf. De ingenieur  40 (34)
- (30 augustus 1940). 10 jaar Maaskanalisatie. De ingenieur  55 (35)
- De Maasverbetering voltooid  De ingenieur (1947) 59 (nr.32)
- 1950 Beschouwingen over verschillende plannen,  BER232 (samenvatting)
- 1950 Kort overzicht der in voorbereiding zijnde plannen, BER233 (samenvatting)
- 1954 Het plan tot afsluiting der zeearmen (Deltaplan) in het bijzonder bezien in verband met de voorgeschiedenis ervan
- Het Deltaplan en zijn verschillende facetten  De Ingenieur (1956) 14,20,21,23,24,28

- Virtual International Authority File: 289137883